# Teorema di Robertson-Seymour
In teoria dei grafi il teorema di Robertson-Seymour costituisce una
generalizzazione di ampia portata del teorema di Kuratowski considerato come
affermazione che {\displaystyle \,K_{5}} e {\displaystyle \,K_{3,3}} sono "minori proibiti"
per i grafi planari.

## Enunciato
Consideriamo un qualsiasi intero naturale g e le superfici di
genere g. Esiste un insieme di grafi P(g)
(insieme dei minori proibiti per g) tale che ogni grafo che si può immergere
in una superficie di genere g non possiede tra i minori nessun elemento di P(g).